# Аламогордо (Нью-Мексико)
Аламогордо (англ. Alamogordo) — місто (англ. city) на південному заході США, адміністративний центр округу Отеро штату Нью-Мексико. Населення — 30 898 осіб (2020).

## Географія
Аламогордо розташоване за координатами 32°53′1″ пн. ш. 105°57′49″ зх. д. / 32.88361° пн. ш. 105.96361° зх. д. (32.883601, -105.963686).  За даними Бюро перепису населення США в 2010 році місто мало площу 55,54 км², з яких 55,51 км² — суходіл та 0,03 км² — водойми.

### Клімат
Місто знаходиться у зоні, котра характеризується кліматом помірних степів. Найтепліший місяць — липень із середньою температурою 27.2 °C (81 °F). Найхолодніший місяць — січень, із середньою температурою 5 °С (41 °F).
| Клімат Аламогордо       | Клімат Аламогордо | Клімат Аламогордо | Клімат Аламогордо | Клімат Аламогордо | Клімат Аламогордо | Клімат Аламогордо | Клімат Аламогордо | Клімат Аламогордо | Клімат Аламогордо | Клімат Аламогордо | Клімат Аламогордо | Клімат Аламогордо | Клімат Аламогордо |
| Показник                | Січ.              | Лют.              | Бер.              | Квіт.             | Трав.             | Черв.             | Лип.              | Серп.             | Вер.              | Жовт.             | Лист.             | Груд.             | Рік               |
| Абсолютний максимум, °C | 26                | 26                | 32                | 35                | 40                | 42                | 43                | 42                | 38                | 36                | 28                | 25                | 43                |
| Середній максимум, °C   | 13                | 16                | 20                | 24                | 30                | 35                | 35                | 33                | 31                | 25                | 17                | 13                | 24                |
| Середня температура, °C | 5                 | 7                 | 11                | 16                | 20                | 26                | 27                | 26                | 22                | 16                | 9                 | 5                 | 16                |
| Середній мінімум, °C    | −1                | 0                 | 3                 | 6                 | 11                | 16                | 18                | 17                | 14                | 8                 | 1                 | −1                | 7                 |
| Абсолютний мінімум, °C  | −22               | −17               | −12               | −6                | −1                | 5                 | 9                 | 8                 | 0                 | −5                | −13               | −18               | −22               |
| Норма опадів, мм        | 10                | 10                | 10                | 10                | 10                | 10                | 40                | 40                | 30                | 20                | 10                | 10                | 260               |
| Днів з опадами          | 2                 | 3                 | 2                 | 2                 | 2                 | 3                 | 7                 | 8                 | 5                 | 3                 | 3                 | 3                 | 43                |
| Днів з дощем            | 2                 | 1                 | 1                 | 1                 | 1                 | 1                 | 3                 | 4                 | 2                 | 2                 | 1                 | 2                 | 26                |
| Днів зі снігом          | 1                 | 1                 | 1                 | 0                 | 0                 | 0                 | 0                 | 0                 | 0                 | 0                 | 1                 | 1                 | 5                 |
| ----------------------- | ----------------- | ----------------- | ----------------- | ----------------- | ----------------- | ----------------- | ----------------- | ----------------- | ----------------- | ----------------- | ----------------- | ----------------- | ----------------- |
| Джерело: Weatherbase    |                   |                   |                   |                   |                   |                   |                   |                   |                   |                   |                   |                   |                   |

## Демографія
Згідно з переписом 2010 року, у місті мешкали 30 403 особи в 12 763 домогосподарствах у складі 8115 родин. Густота населення становила 547 осіб/км².  Було 14052 помешкання (253/км²).
Расовий склад населення:
| - 76,8 % — білих - 5,4 % — чорних або афроамериканців - 1,7 % — азіатів - 1,4 % — корінних американців - 0,3 % — вихідців з тихоокеанських островів - 9,3 % — осіб інших рас |

До двох чи більше рас належало 4,9 %. Частка іспаномовних становила 30,5 % від усіх жителів.
За віковим діапазоном населення розподілялося таким чином: 23,5 % — особи молодші 18 років, 59,7 % — особи у віці 18—64 років, 16,8 % — особи у віці 65 років та старші. Медіана віку мешканця становила 37,4 року. На 100 осіб жіночої статі у місті припадало 96,6 чоловіків;  на 100 жінок у віці від 18 років та старших — 94,7 чоловіків також старших 18 років.
Середній дохід на одне домашнє господарство  становив 55 048 доларів США (медіана — 42 517), а середній дохід на одну сім'ю — 65 736 доларів (медіана — 52 265). Медіана доходів становила 43 496 доларів для чоловіків та 27 647 доларів для жінок. За межею бідності перебувало 20,5 % осіб, у тому числі 35,0 % дітей у віці до 18 років та 8,7 % осіб у віці 65 років та старших.
Цивільне працевлаштоване населення становило 11 956 осіб. Основні галузі зайнятості: освіта, охорона здоров'я та соціальна допомога — 24,3 %, публічна адміністрація — 19,3 %, роздрібна торгівля — 14,5 %, мистецтво, розваги та відпочинок — 11,8 %.